# Berthelot Brunet
Berthelot Brunet (1901-1948) est un journaliste, critique, conteur et romancier québécois, né à Montréal.

## Biographie
Après avoir étudié le droit à l'Université de Montréal, il devient notaire de 1922 à 1929. Il abandonne sa carrière pour se consacrer à la bohème, la lecture et la traduction d'articles pour divers périodiques dont La Patrie, Les Idées, L'Ordre, La Relève, la Revue dominicaine, Le Mercure de France, etc. Il est membre de l'École littéraire de Montréal de 1921 à février 1925.
À la sortie du recueil de contes et nouvelles Le Mariage blanc d'Armandine, la critique est très favorable. Son seul roman achevé, Les Hypocrites, est en partie autobiographique.

## Œuvres
- Chacun sa vie. Critiques, préface de l'auteur, Montréal, Imprimerie Excelsior, 1942.
- Le Mariage blanc d'Armandine, contes et nouvelles, Montréal, Éditions de l'Arbre, 1943.
- Les Hypocrites. La folle expérience de Philippe, roman, Montréal, Éditions de l'Arbre, 1945.
- La Conquête morale de l'Allemagne, Montréal, Éditions de l'Arbre, 1945. Traduction depuis l'anglais du livre The Moral Conquest of Germany d'Emil Ludwig (1945).
- Histoire de la littérature canadienne-française, Montréal, Éditions de l'Arbre, 1946.
- Histoire de la littérature canadienne-française suivi de Portraits d'écrivains, Montréal, HMH, 1970.
- Histoire de la littérature française, Montréal, Éditions HMH, 1970.